# Chemy
Chemy település Franciaországban, Nord megyében. Lakosainak száma 773 fő (2022. január 1.). Chemy Seclin, Camphin-en-Carembault, Carnin, Gondecourt és Phalempin községekkel határos.

## Népesség
A település népességének változása:
| Lakosok száma | 742  | 770  | 781  | 768  | 767  | 772  | 770  | 780  | 773  |
|               | 2013 | 2015 | 2016 | 2017 | 2018 | 2019 | 2020 | 2021 | 2022 |